# Abbeyfeale Abbey
Abbeyfeale Abbey (irisch Mainistir na Féile) ist eine ehemalige Zisterzienserabtei im County Limerick an der Grenze zum County Kerry in der heutigen Republik Irland. Das ehemalige Kloster lag in Abbeyfeale rund 20 km südöstlich von Listowel am River Feale.

## Geschichte
Das Kloster wurde 1188 von Brian O’Brian gestiftet und 1209 in ein Priorat („cell“) von Monasteranenagh Abbey umgewandelt.

## Bauten und Anlage
In der katholischen Pfarrkirche des Orts sollen Teile des Klosters verbaut sein. Reste befinden sich auch auf dem Friedhof.